# Unidad de Defensa de Palembang
La Unidad de Defensa de Palembang fue una formación del Ejército Imperial Japonés establecida para proteger las instalaciones petroleras en Palembang de ataques aéreos durante la ocupación japonesa de las Indias Orientales Neerlandesas. Formada en marzo de 1943, inicialmente se denominó como Cuartel General de Defensa Aérea de Palembang.

## Historia
El Cuartel General de Defensa Aérea de Palembang se estableció en marzo de 1943 e inicialmente comprendía los 101.º, 102.º y 103.º Regimientos de Defensa Aérea y el 101.º Batallón de Artillería. Cada uno de los regimientos de defensa aérea estaba equipado con 20 cañones AA Tipo 88 de 75 mm. Es posible que también hayan incluido cada uno una batería de cañón de máquina y una batería de reflector.
En enero de 1944 se estableció la 9.ª División Aérea como parte de los esfuerzos para fortalecer las defensas aéreas de Sumatra. En ese momento, el Cuartel General de Defensa Aérea de Palembang había sido redesignado como Unidad de Defensa de Palembang y fue asignado a la 9.ª División Aérea tras la formación de ese comando. Esta unidad se amplió para incluir tanto aviones de combate como unidades de cañones antiaéreos. Los 21.º y 22.º Regimientos de Cazas del Servicio Aéreo del Ejército Imperial Japonés fueron responsables de interceptar los aviones aliados. Los 101.º, 102.º y 103.º Regimientos Antiaéreos y el 101.º Batallón de Artillería permanecieron, y habían sido complementados por el 101.º Regimiento de Globos Antiaéreos que operaba globos de barrera.
La Unidad de Defensa de Palembang no pudo dañar ninguno de los bombarderos estadounidenses B-29 Superfortress que atacaron la ciudad durante la incursión de la Operación Boomerang en la noche del 10 al 11 de agosto de 1944. También entró en combate durante los ataques aéreos de portaaviones de la Operación Meridiano británica en Palembang durante enero de 1945.